# Lawrence (Rusk)
Lawrence es un pueblo ubicado en el condado de Rusk en el estado estadounidense de Wisconsin. En el Censo de 2010 tenía una población de 311 habitantes y una densidad poblacional de 2,52 personas por km².

## Geografía
Lawrence se encuentra ubicado en las coordenadas 45°25′18″N 90°50′35″O / 45.42167, -90.84306. Según la Oficina del Censo de los Estados Unidos, Lawrence tiene una superficie total de 123.53 km², de la cual 123.53 km² corresponden a tierra firme y (0%) 0 km² es agua.

## Demografía
Según el censo de 2010, había 311 personas residiendo en Lawrence. La densidad de población era de 2,52 hab./km². De los 311 habitantes, Lawrence estaba compuesto por el 97.11% blancos, el 0.32% eran afroamericanos, el 0% eran amerindios, el 0% eran asiáticos, el 0% eran isleños del Pacífico, el 0% eran de otras razas y el 2.57% pertenecían a dos o más razas. Del total de la población el 2.57% eran hispanos o latinos de cualquier raza.